# Йокич, Никола
Нико́ла Йо́кич (серб. Никола Јокић; род. 19 февраля 1995, Сомбор, Воеводина) — сербский профессиональный баскетболист, играет на позиции центрового. В настоящее время выступает за клуб НБА «Денвер Наггетс». На драфте НБА 2014 года был выбран под общим 41-м номером командой «Денвер Наггетс». Лидирует среди всех европейцев по количеству трипл-даблов в истории НБА и входит в топ-3 по этому показателю среди всех игроков. Шесть раз принимал участие в Матче всех звёзд НБА (2019—2024). Чемпион НБА и MVP финала НБА в 2023 году.

## Карьера

### Клубная

#### Европа
Начал профессиональную карьеру в 2012 году в команде «Мега Визура», однако в сезоне 2012/13 в основном принимал участие в играх молодёжных команд. В сезоне 2013/14 сыграл в 13 матчах в чемпионате Сербии, а также в 25 матчах Адриатической лиги.
26 июня 2014 года Йокич на драфте НБА 2014 года был выбран под общим 41-м номером командой «Денвер Наггетс».
В сезоне 2014/15 после ухода центрового Ратко Варды, Йокич стал одним из лидеров команды. В первом матче Адриатической лиги нового сезона привел команду к победе над «Скопье» со счётом 103-98. В матче сделал дабл-дабл: набрал 27 очков и совершил 15 подборов, с индексом полезности 44.

#### НБА
Летом 2015 года, после сезона, проведённого в Европе, Йокич вернулся в команду, которой был задрафтован. 28 июля 2015 года подписал контракт с «Денвер Наггетс». В Летней лиге НБА показатели игрока составляли 8 очков и 6,2 подбора в среднем за пять матчей. 18 ноября 2015 года совершил дабл-дабл с 23 очками и 12 подборами, однако команда проиграла со счётом 109-98 «Сан-Антонио Спёрс». 10 января 2016 года отдал лучшие в карьере девять результативных передач, а команда обыграла со счётом 95-92 «Шарлотт Хорнетс». 1 февраля вновь побил собственный рекорд, совершив дабл-дабл из 27 очков и 14 подборов, а команда со счётом 112-93 обыграла «Торонто Рэпторс». 8 апреля установил рекорд по подборам (15), а команда со счётом 102-98 обыграла «Сан-Антонио Спёрс». По итогам сезона занял третье место в голосовании на звание Лучшего новичка сезона и попал в Первую сборную новичков НБА.

##### Сезон 2016/17
29 октября 2016 года Йокич набрал лучшие в карьере показатели в 23 очка и 17 подборов, а его команда со счётом 115—113 в овертайме уступила «Портленд Трэйл Блэйзерс». После восьми матчей в стартовой пятёрке Йокич вновь стал выходить на замену. В следующих 14 матчах игрок выходил на замену. За это время 12 декабря игрок набрал лучший в сезоне показатель в 27 набранных очков и 11 подборов, однако команда уступила со счётом 112-92 «Далласу». 19 декабря совершил дабл-дабл, в одной передаче остановившись от трипл-дабла, набрав 27 очков, совершив 15 подборов и отдав 9 передач в победном матче (117—107) против «Даллас Маверикс». Следующим похожим матчем стала игра 28 декабря против «Миннесоты», когда игрок набрал 16 очков, отдал 11 результативных передач и совершил 8 подборов, а команда выиграла со счётом 105—103. 16 января 2017 года набрал лучший в карьере показатель по набранным очкам (30), а клуб со счётом 125—112 обыграл «Орландо Мэджик». Через три дня побил собственный рекорд, набрав 35 очков, а команда со счётом 118—104 проиграла «Сан-Антонио». 3 февраля 2017 года набрал первый в карьере трипл-дабл из 20 очков, 13 подборов и 11 результативных передач, а клуб со счётом 121—117 обыграл «Милуоки Бакс». 10 февраля 2017 года набрал лучший в карьере показатель по набранным очкам (40) и привёл команду к победе со счётом 131—123 над «Нью-Йорк Никс». Кроме 17 из 23 бросков с игры, Йокич совершил 9 подборов и отдал пять передач. Через три дня установил рекорд по результативным передачам (12) и подборам (21), а также набрал 17 очков, оформив второй в карьере трипл-дабл, а команда одержала победу со счётом 132—110 над «Голден Стэйт Уорриорз». 28 февраля 2017 года совершил третий трипл-дабл из 19 очков, 16 подборов и 10 передач в матче с «Чикаго Буллз». На следующий день набрал второй трипл-дабл подряд и четвёртый в карьере за 13 матчей. Матч закончился победой над «Милуоки» со счётом 110-98, а игрок набрал 13 очков, совершил 14 подборов и отдал 10 передач. 16 марта 2017 года оформил пятый в сезоне трипл-дабл с 17 очками, 14 подборами и 11 передачами в победном матче против «Лос-Анджелес Клипперс». 31 марта 2017 года совершил шестой трипл-дабл с 26 очками, 13 подборами и 10 передачами, однако команда со счётом 122—114 уступила «Шарлотт Хорнетс». В последнем матче сезона 12 апреля Йокич набрал 29 очков, совершил 16 подборов и отдал восемь передач, а клуб обыграл «Оклахому». С шестью трипл-даблами за сезон стал четвёртым игроком лиги по этому показателю, уступив только Уэстбруку (42), Хардену (22) и Джеймсу (13). По окончании сезона стал вторым в голосовании на звание Самого прогрессирующего игрока НБА 2017 года, а также Лучшего по передачам в НБА.

##### Сезон 2017-18
7 ноября 2017 года Йокич набрал лучшие в карьере 41 очков в победном матче против «Бруклин Нетс», который закончился победой его команды со счётом 112—104. 13 ноября стал Игроком недели в Западной конференции (6-12 ноября). Стал 17-м игроком в истории «Наггетс», который становился Игроком недели, а до него в этот список попадал Тай Лоусон в марте 2013 года. В начале декабря Йокич пропустил семь матчей из-за растяжения левой лодыжки. 8 января совершил первый трипл-дабл в сезоне с итоговыми показателями в 22 очка, 12 подборов и 11 передач, однако команда со счётом 124—114 уступила «Уорриорз». 15 февраля в победном матче против «Милуоки Бакс» (134—123) Йокич набрал 30 очков, совершил 15 подборов и отдал лучшие в карьере 17 передач, совершив трипл-дабл за 1:54 до окончания второй четверти. Йокич стал обладателем самого быстрого трипл-дабла в истории НБА за 14 минут и 33 секунды на площадке, побив рекорд Джима Такера, который составлял 17 минут и был установлен в 1955 году. 23 февраля набрал третий подряд трипл-дабл из 28 очков, 11 подборов и 11 передач, а команда со счётом 122—119 обыграла «Сан-Антонио Спёрс». 7 марта набрал 36 очков и совершил 13 подборов, однако его команда проиграла со счётом 113—108 «Кливленд Кавальерс». 15 марта совершил восьмой трипл-дабл в сезоне с результатом 23 очка, 12 подборами и 10 передачами, а клуб выиграл 120—113 в матче против «Детройт Пистонс», повторив рекорд клуба по набранным в сезоне трипл-даблам с сезона 1988-89, который установил Фэт Левер (9). 1 апреля набрал 35 очков и совершил 13 подборов в матче против «Милуоки». 9 апреля второй раз в сезоне стал Игроком недели в Западной конференции (2-8 апреля). Через день набрал 15 очков, лучший в сезоне показатель в 20 подборов и 11 передач в победном матче против «Портленда». Таким образом Йокич набрал 16-й в карьере трипл-дабл и 10-й в сезоне. В последнем матче регулярного сезона 11 апреля 2018 года Йокич записал на свой счёт 35 очков и 10 подборов, а команда уступила в овертайме со счётом 112—106 «Миннесоте». По итогам сезона игрок в семи матчах набирал 30+ очков. Проигрыш не позволил команде попасть в плей-офф с результатом 46-36. Матч стал первым за 21 год, в котором обе команды в последний день могли по его итогам попасть в плей-офф.

##### Сезон 2018-19
9 июля 2018 года Йокич подписал пятилетний контракт с «Наггетс» на максимальную сумму в $148 млн. 20 октября 2018 года во втором матче сезона против «Финикс Санз» Йокич набрал 35 очков, совершил 12 подборов и отдал 11 передач, а его команда одержала победу со счётом 119-91. По итогам игры Йокич повторил достижение Уилта Чемберлена по трипл-даблам в НБА с 30+ очков и без промаха с игры. Так, Чемберлен делал это дважды в 1966 и 1967. Также он стал вторым игроком в «Наггетс» с трипл-даблом в первых двух играх сезона, повторив достижение Фэта Левера. Йокич также в первую неделю сезона стал Игроком недели в Западной конференции, став шестым в истории клуба, кто получил эту награду три или более раз (кроме него это делали Алекс Инглиш, Дикембе Мутомбо, Кармело Энтони, Аллен Айверсон и Чонси Биллапс. 3 ноября набрал лучший в сезоне показатель — 16 передач, 10 подборов и семь очков, а команда со счётом 103-88 победила «Юту». 9 ноября Йокич набрал лучший в сезоне показатель в 37 очков и лучший в карьере показатель в 21 подбор в матче против «Бруклин Нетс», который команда проиграла со счётом 112—110. По итогам 2018 года был выбран Лучшим игроком Сербии. 5 января набрал лучший в сезоне показатель в 39 очков, а команда со счётом 123—110 обыграла «Шарлотт Хорнетс». Вновь стал Игроком недели в начале января 2019 года (31 декабря — 6 января). 8 января совершил четвёртый в сезоне трипл-дабл с 29 очками, 11 подборами и 10 передачами в победном матче против «Майами Хит» (103-99). Этот трипл-дабл стал 20-м в игровой карьере Йокича. В возрасте 23 лет он стал третьим по возрасту игроком, которые достигали 20 трипл-даблов, уступив по этому показателю только Оскару Робертсону и Мэджику Джонсону, которые добрались до этого показателя в 22 года. Через два дня он вновь совершил трипл-дабл с 18 очками, 14 подборами и 10 передачами, а команда со счётом 121—100 переиграла «Лос-Анджелес Клипперс». 13 января набрал лучший в сезоне показатель в 40 очков, а команда со счётом 116—113 обыграла «Портленд». 19 января совершил шестой в сезоне трипл-дабл с 19 очками, 12 передачами и 11 подборами, а команда со счётом 124—102 обыграла «Кливленд Кавальерс». Этот трипл-дабл стал 22-м в карьере игрока, а в итоге он побил рекорд Карим Абдул-Джаббара по количеству трипл-даблов в НБА для игрока с ростом 210+. 23 января записал на свой счёт 28 очков и 21 подбор, однако клуб со счётом 114—108 уступил «Юте». 27 января оформил седьмой трипл-дабл сезона с 32 очками, 18 подборами и 10 передачами, а команда со счётом 126—110 обыграла «Филадельфию». 31 января получил первый в карьере вызов на Матч всех звёзд НБА от Западной конференции, став первым игроком клуба после вызова в 2011 году Кармело Энтони. 6 февраля записал на свой счёт 10-й трипл-дабл с 25 очками, 14 подборами и 10 передачами, однако команда со счётом 135—130 уступила «Бруклину». 13 февраля оформил 12-й трипл-дабл в сезоне с 20 очками, 18 подборами и 11 передачами, а также забил победный бросок, после которого осталось 0,3 секунды, а «Наггетс» со счётом 120—118 переиграли «Сакраменто Кингз».

#### Сезон 2022/23
В сезоне 2022/23 Йокич стал первым игроком в истории НБА с линейкой 25 очков + 10 подборов + 5 передач в первых 50 матчах плей-офф в карьере. 12 июня 2023 года вместе с командой выиграл в финале НБА у Майами Хит с общим счётом 4:1 и стал чемпионом НБА. По результатам игры был признан MVP финала НБА.

#### Сезон 2024/25
2 января 2025 года Йокич набрал 23 очка, 17 подборов и 15 передач за 29 минуту и 31 секунду в победе над «Атлантой Хокс» со счетом 139:120. Он стал первым игроком в истории НБА, набравшим линейку 20/15/15 менее чем за 30 минут.10 января Йокич оформил трипл-дабл из 35 очков, 15 передач и 12 подборов в победе над «Бруклин Нетс» со счетом 124:105. Его партнер по команде Рассел Уэстбрук также записал на свой счет трипл-дабл из 25 очков, 11 подборов и 10 передач, в результате чего они оба стали первой парой партнеров по команде в истории НБА, которые оформили трипл-дабл в одной игре несколько раз за сезон. 14 января Йокич стал самым быстрым игроком, набравшим 15 000 очков, 7 500 подборов и 5 000 передач, совершив это достижение всего за 709 игр. До этого самый быстрый показатель принадлежал Ларри Берду, которому понадобилось 799 игр. 8 марта 2025 года в матче против «Финикс Санз» набрал 31 очко, совершил 21 подбор и сделал 22 передачи, став первым игроком в истории НБА, который оформил трипл-дабл с 30+ очками, 20+ подборами и 20+ передачами в одном матче.
26 марта 2025 года в матче против «Милуоки Бакс» Йокич после пяти пропущенных игр вернулся после травмы голеностопа и оформил трипл-дабл из 39 очков, 10 подборов и 10 передач. «Наггетс» одержали победу со счетом 127:117.
29 марта стало известно, что Йокич лидирует по средней дальности трехочковых бросков (около 8,75 метра) среди всех игроков НБА в сезоне 2024/25.
9 апреля Йокич в победе над «Сакраменто Кингз» (124:116) оформил 32-й трипл-дабл в сезоне. На его счету 20 очков, 12 подборов, 11 передач и 4 перехвата. «Денвер» прервал серию из четырех поражений подряд. 
26 апреля в матче против «Лос-Анджелес Клипперс» (101:99) Йокич набрал 36 очков, 21 подбор и 8 передач. Ранее подобные цифры в матче плей-офф показывали только Карим Абдул-Джаббар (два раза), Уилт Чемберлен и Элджин Бэйлор (по одному разу). 

### Международная
Йокич принимал участие в играх молодёжной сборной Сербии, на чемпионате мира для юношей не старше 19 лет 2013 года выиграл серебряную медаль. В восьми матчах турнира в среднем набирал 7,1 очко, совершал 5 подборов и отдавал 1,5 передачи. Представлял сборную Сербии на отборочном турнире к Олимпийским играм 2016 года, в среднем набирал 17,8 очков, совершал 7,5 подборов и отдавал 2,8 передачи, а также получил награду лучшему игроку турнира.
На Олимпийском турнире 2016 года с командой Сербии выиграл серебряные медали, проиграв в финале только сборной США со счётом 66-96.
24 мая 2019 года Йокич объявил, что будет играть за Сербию на чемпионате мира по баскетболу 2019 года. Сборная Сербии была названа фаворитом в борьбе за трофей, но в итоге проиграла в четвертьфинале Аргентине. Благодаря победам над США и Чехией она заняла пятое место. Йокич был вторым лучшим игроком в команде после Богдана Богдановича, набирая в среднем 11,5 очков, 7,5 подборов и 4,8 передач за восемь игр, при этом реализуя 68,0% бросков с игры.
15 июня 2022 года Йокич объявил, что вернется в национальную сборную после трех лет участия в отборочных матчах чемпионата мира по баскетболу 2023 года и чемпионате Европы по баскетболу 2022 года. Йокич привел Сербию к идеальному результату в пять побед и первому месту в группе D на чемпионате Европы по баскетболу 2022 года, но в итоге сборная проиграла в 1/8 финала Италии, несмотря на то, что Йокич набрал 32 очка, сделал 13 подборов, 4 передачи и 2 перехвата. Йокич был лучшим игроком в команде, набирая в среднем 21,7 очка, 10,0 подборов, 4,3 передачи и 1,8 перехвата за шесть игр, при этом реализовывая 66,2 процента бросков с игры, 46,2 процента трехочковых и 90,9 процента штрафных бросков. В июле 2023 года он решил не участвовать в чемпионате мира по баскетболу 2023 года из-за физической и психологической усталости после победного сезона в «Денвер Наггетс».
10 июня 2024 года Йокич был включен в предварительный список Сербии на летние Олимпийские игры 2024 года. 31 июля Йокич набрал 14 очков, сделал 15 подборов и 9 передач во второй игре группового этапа против Пуэрто-Рико на Олимпиаде. Он стал первым игроком в истории Олимпиад, который набрал более 10 очков, сделал более 15 подборов и более 5 передач. 6 августа в четвертьфинале Йокич привел Сербию к олимпийскому рекорду с камбэком в 24 очка, с еще одним почти трипл-даблом в 21 очко, 14 подборов и 9 передач, а также 4 перехвата и 2 блока в победе над Австралией в овертайме со счетом 95:90. Он привел Сербию к бронзовой медали, оформив лишь 5-й трипл-дабл в истории Олимпиад, одержав победу над Германией в игре за третье место. За 6 игр турнира Йокич в среднем набирал 18,8 очков, 10,7 подборов и 8,7 передач, при этом реализовывая 53,8% бросков с игры. Он также лидировал среди всех игроков по общему количеству очков, подборов, передач и перехватов, став первым игроком в истории Олимпийских турниров, сделавшим это. За свои выступления Йокич был включен в сборную Олимпийских игр.

## Личная жизнь
У Йокича два старших брата, Неманья и Страхинья. Младший из двух, Неманья, выступает на уровне колледжей за Детройт Мёрси. Игроки дружат с бывшим баскетболистом Дарко Миличичем. Йокич женился на своей давней подруге Наталии Мачешич 24 октября 2020 года в своем родном городе Сомбор. У Николы и Наталии двое общих детей: дочь Огнена, которая родилась в сентябре 2021 года, и сын Игнят, который родился в ноябре 2024 года.

## Статистика

### Статистика в НБА
| Сезон                                                                                    | Команда | Регулярный сезон | Регулярный сезон | Регулярный сезон | Регулярный сезон | Регулярный сезон | Регулярный сезон | Регулярный сезон | Регулярный сезон | Регулярный сезон | Регулярный сезон | Регулярный сезон | Серия плей-офф | Серия плей-офф | Серия плей-офф | Серия плей-офф | Серия плей-офф | Серия плей-офф | Серия плей-офф | Серия плей-офф | Серия плей-офф | Серия плей-офф | Серия плей-офф |
| Сезон                                                                                    | Команда | GP               | GS               | MPG              | FG%              | 3P%              | FT%              | RPG              | APG              | SPG              | BPG              | PPG              | GP             | GS             | MPG            | FG%            | 3P%            | FT%            | RPG            | APG            | SPG            | BPG            | PPG            |
| ---------------------------------------------------------------------------------------- | ------- | ---------------- | ---------------- | ---------------- | ---------------- | ---------------- | ---------------- | ---------------- | ---------------- | ---------------- | ---------------- | ---------------- | -------------- | -------------- | -------------- | -------------- | -------------- | -------------- | -------------- | -------------- | -------------- | -------------- | -------------- |
| 2015/16                                                                                  | Денвер  | 80               | 55               | 21,7             | 51,2             | 33,3             | 81,1             | 7,0              | 2,4              | 1,0              | 0,6              | 10,0             | Не участвовал  | Не участвовал  | Не участвовал  | Не участвовал  | Не участвовал  | Не участвовал  | Не участвовал  | Не участвовал  | Не участвовал  | Не участвовал  | Не участвовал  |
| 2016/17                                                                                  | Денвер  | 73               | 59               | 27,9             | 57,8             | 32,4             | 82,5             | 9,8              | 4,9              | 0,8              | 0,8              | 16,7             | Не участвовал  | Не участвовал  | Не участвовал  | Не участвовал  | Не участвовал  | Не участвовал  | Не участвовал  | Не участвовал  | Не участвовал  | Не участвовал  | Не участвовал  |
| 2017/18                                                                                  | Денвер  | 75               | 73               | 32,5             | 49,9             | 39,6             | 85,0             | 10,7             | 6,1              | 1,2              | 0,8              | 18,5             | Не участвовал  | Не участвовал  | Не участвовал  | Не участвовал  | Не участвовал  | Не участвовал  | Не участвовал  | Не участвовал  | Не участвовал  | Не участвовал  | Не участвовал  |
| 2018/19                                                                                  | Денвер  | 80               | 80               | 31,3             | 51,1             | 30,7             | 82,1             | 10,8             | 7,3              | 1,4              | 0,7              | 20,1             | 14             | 14             | 39,8           | 50,6           | 39,3           | 84,6           | 13,0           | 8,4            | 1,1            | 0,9            | 25,1           |
| 2019/20                                                                                  | Денвер  | 73               | 73               | 32,0             | 52,8             | 31,4             | 81,7             | 9,7              | 7,0              | 1,2              | 0,6              | 19,9             | 19             | 19             | 36,5           | 51,9           | 42,9           | 83,5           | 9,8            | 5,7            | 1,1            | 0,8            | 24,4           |
| 2020/21                                                                                  | Денвер  | 72               | 72               | 34,6             | 56,6             | 38,8             | 86,8             | 10,8             | 8,3              | 1,3              | 0,7              | 26,4             | 10             | 10             | 34,5           | 50,9           | 37,7           | 83,6           | 11,6           | 5,0            | 0,6            | 0,9            | 29,8           |
| 2021/22                                                                                  | Денвер  | 74               | 74               | 33,5             | 58,3             | 33,7             | 81,0             | 13,8             | 7,9              | 1,5              | 0,9              | 27,1             | 5              | 5              | 34,2           | 57,5           | 27,8           | 84,8           | 13,2           | 5,8            | 1,6            | 1,0            | 31,0           |
| 2022/23                                                                                  | Денвер  | 69               | 69               | 33,7             | 63,2             | 38,3             | 82,2             | 11,8             | 9,8              | 1,3              | 0,7              | 24,5             | 20             | 20             | 39,4           | 54,8           | 46,1           | 79,9           | 13,5           | 9,5            | 1,1            | 1,0            | 30,0           |
| 2023/24                                                                                  | Денвер  | 79               | 79               | 34,6             | 58,3             | 35,9             | 81,7             | 12,4             | 9,0              | 1,4              | 0,9              | 26,4             | 12             | 12             | 40,2           | 54,5           | 26,4           | 90,1           | 13,4           | 8,7            | 1,4            | 0,7            | 28,7           |
|                                                                                          | Всего   | 675              | 634              | 31,2             | 55,7             | 35,0             | 82,7             | 10,7             | 6,9              | 1,2              | 0,7              | 20,9             | 80             | 80             | 38,0           | 53,1           | 39,0           | 83,7           | 12,3           | 7,5            | 1,1            | 0,9            | 27,7           |
| Наведите курсор мыши на аббревиатуры в заголовке таблицы, чтобы прочесть их расшифровку. |         |                  |                  |                  |                  |                  |                  |                  |                  |                  |                  |                  |                |                |                |                |                |                |                |                |                |                |                |

### Статистика в других лигах
| Сезон | Команда             | Лига                | GP | GS | MPG  | FG%  | 3P%  | FT%  | RPG  | APG | SPG | BPG | PFL | TOV | PPG  |
| --- | ------------------- | ------------------- | -- | -- | ---- | ---- | ---- | ---- | ---- | --- | --- | --- | --- | --- | ---- |
| 2012/13 | Все клубы           | Все лиги            | 9  | 5  | 18,2 | 47,2 | 7,7  | 68,0 | 5,6  | 1,4 | 0,3 | 0,6 | 2,2 | 2,1 | 7,6  |
| 2012/13 | Мега (Ю-18)         | Турнир в Белграде   | 5  | 5  | 24,4 | 48,9 | 8,3  | 68,2 | 8,4  | 2,0 | 0,4 | 1,0 | 2,6 | 3,2 | 12,4 |
| 2012/13 | Мега                | Чемпионат Сербии    | 4  | 0  | 10,5 | 33,3 | 0,0  | 66,7 | 2,0  | 0,8 | 0,3 | 0,0 | 1,8 | 0,8 | 1,5  |
| 2013/14 | Все клубы           | Все лиги            | 39 | 7  | 24,7 | 53,2 | 31,5 | 65,6 | 6,3  | 2,5 | 0,8 | 0,8 | 3,2 | 1,5 | 11,3 |
| 2013/14 | Мега                | Лига ABA            | 26 | 4  | 25,0 | 52,1 | 22,1 | 66,7 | 6,4  | 2,0 | 0,8 | 1,0 | 3,3 | 1,5 | 11,4 |
| 2013/14 | Мега                | Чемпионат Сербии    | 13 | 3  | 24,2 | 56,0 | 46,5 | 62,5 | 6,0  | 3,3 | 1,0 | 0,5 | 2,8 | 1,5 | 10,9 |
| 2014/15 | Все клубы           | Все лиги            | 38 | 37 | 29,5 | 52,5 | 32,6 | 69,1 | 9,7  | 3,2 | 1,4 | 1,0 | 2,8 | 2,1 | 16,5 |
| 2014/15 | Мега                | Лига ABA            | 24 | 23 | 30,5 | 50,3 | 34,6 | 66,7 | 9,3  | 3,5 | 1,5 | 0,9 | 3,2 | 2,3 | 15,4 |
| 2014/15 | Мега                | Чемпионат Сербии    | 14 | 14 | 27,8 | 56,6 | 27,5 | 70,8 | 10,4 | 2,7 | 1,1 | 1,1 | 2,3 | 1,8 | 18,4 |
| Всего | Всего               | Всего               | 86 | 49 | 26,1 | 52,5 | 31,0 | 68,2 | 7,7  | 2,7 | 1,0 | 0,9 | 2,9 | 1,8 | 13,2 |
| В чемпионате Сербии | В чемпионате Сербии | В чемпионате Сербии | 31 | 17 | 24,0 | 55,8 | 36,9 | 69,6 | 7,5  | 2,7 | 1,0 | 0,7 | 2,4 | 1,5 | 13,1 |
| В Лиге ABA | В Лиге ABA          | В Лиге ABA          | 50 | 27 | 27,6 | 51,1 | 29,7 | 66,7 | 7,8  | 2,7 | 1,1 | 0,9 | 3,3 | 1,9 | 13,3 |
| Наведите курсор мыши на аббревиатуры в заголовке таблицы, чтобы прочесть их расшифровку Статистика приведена с сайта basketball.realgm.com |                     |                     |    |    |      |      |      |      |      |     |     |     |     |     |      |

## Достижения

### Личные
- Орден Флага Республики Сербской с золотым венком I степени (2024, Республика Сербская, Босния и Герцеговина)[103]